# Laky István
Laky István, Laki (Lak, Vas vármegye, 1748. március 24. – Szentantalfa, 1818. március) ágostai evangélikus lelkész.

## Élete
Tanult Vadosfán, Necpálon, Eperjesen, Nemeskért és Sopronban. Onnan Lovászpatonára (Veszprém vármegye) ment segédtanítónak, fél év múlva pedig Vadosfára (Sopron vármegye) rendesnek. 1883. október 8-án Hodosra (Vas vármegye) rendelték első prédikátornak, 1786 végével Vésére (Somogy vármegye), 1803-ban pedig Antalfára ment lelkésznek.

## Munkája
- Öt eszes szüzeknek boldogságok, melyet a t. Kutsera Judith leány-asszony halotti eltakaríttatásának alkalmatosságával prédikáczió után a vadosfai ág. ev. gyülekezetben 7. jan. 1781. előadott. Győr.